# مونفورته دالبا
مونفورته دآلبا (به ایتالیایی: Monforte d'Alba) یک کومونه در ایتالیا است که در استان کونیو واقع شده‌است. مونفورته دآلبا ۲۵٫۷ کیلومترمربع مساحت و ۱٬۹۷۶ نفر جمعیت دارد.

## نگارخانه

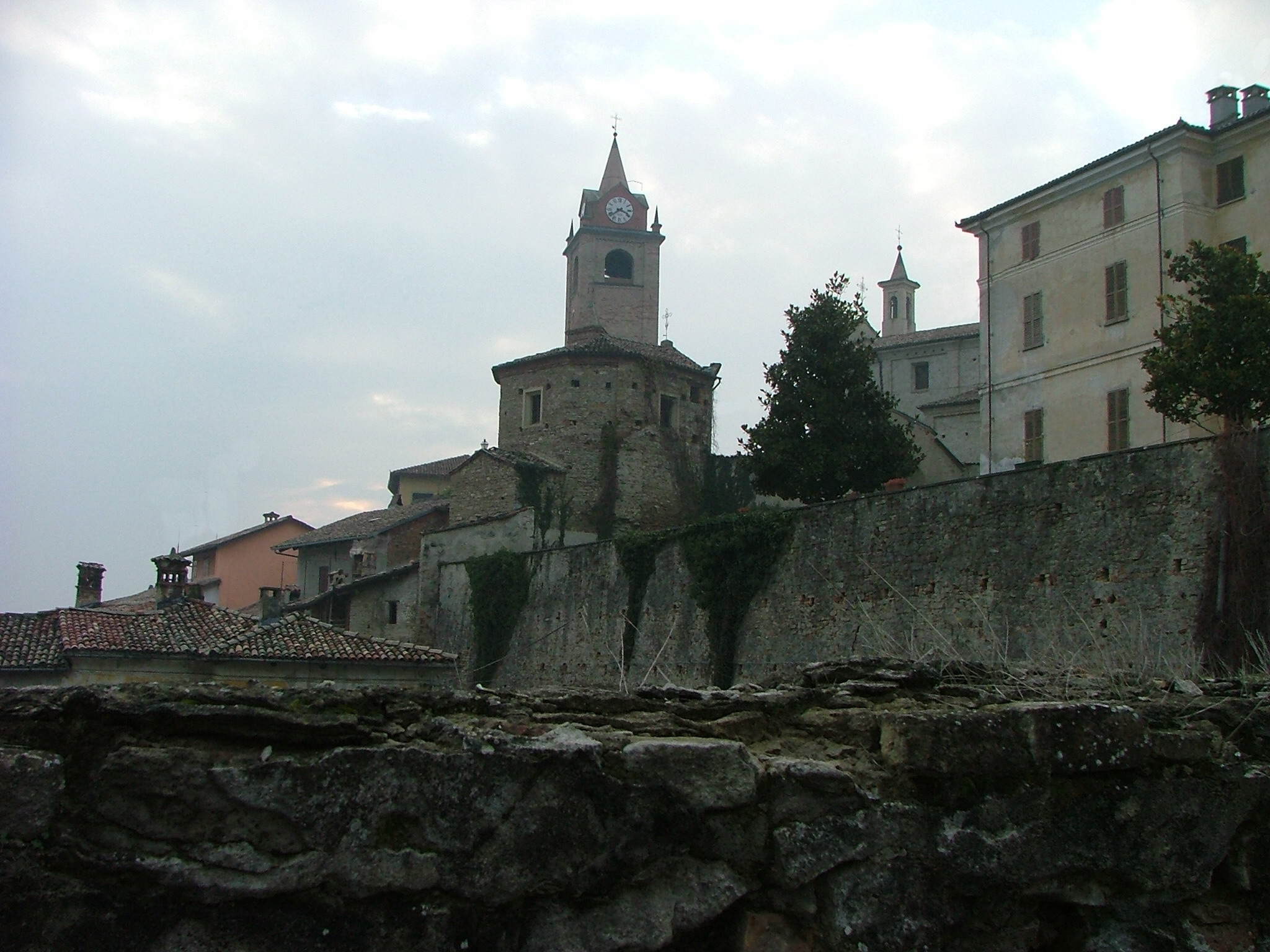
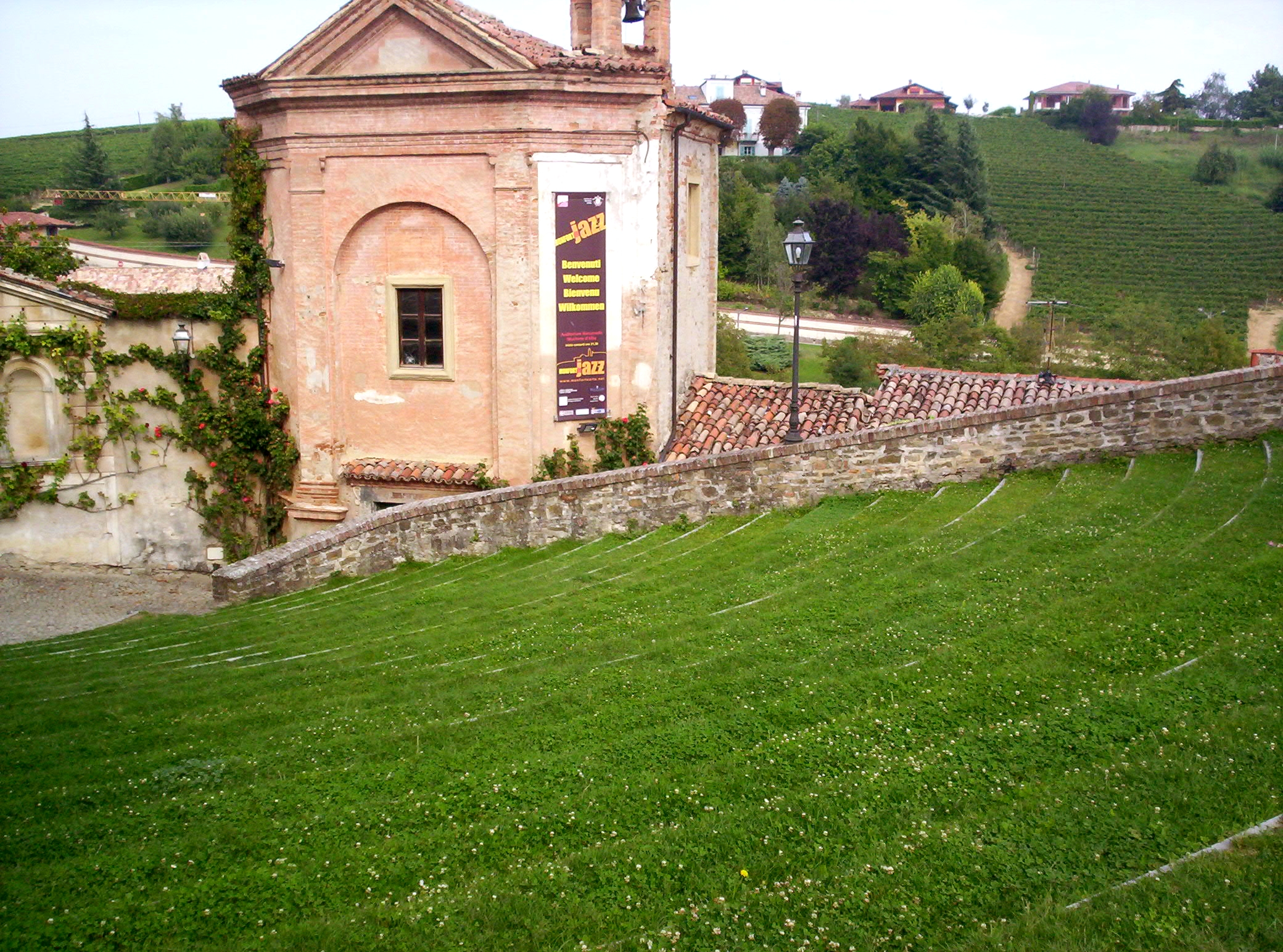
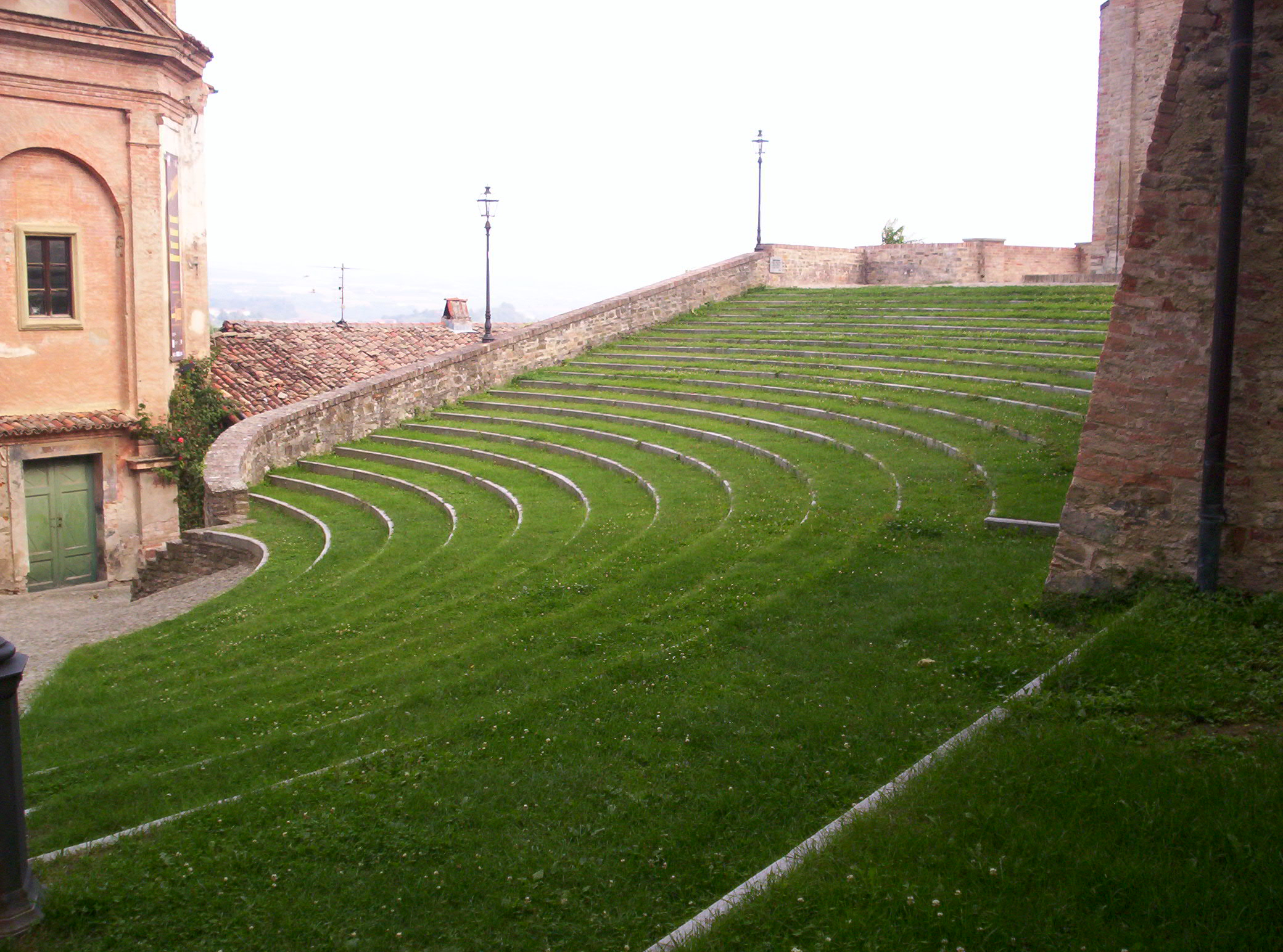
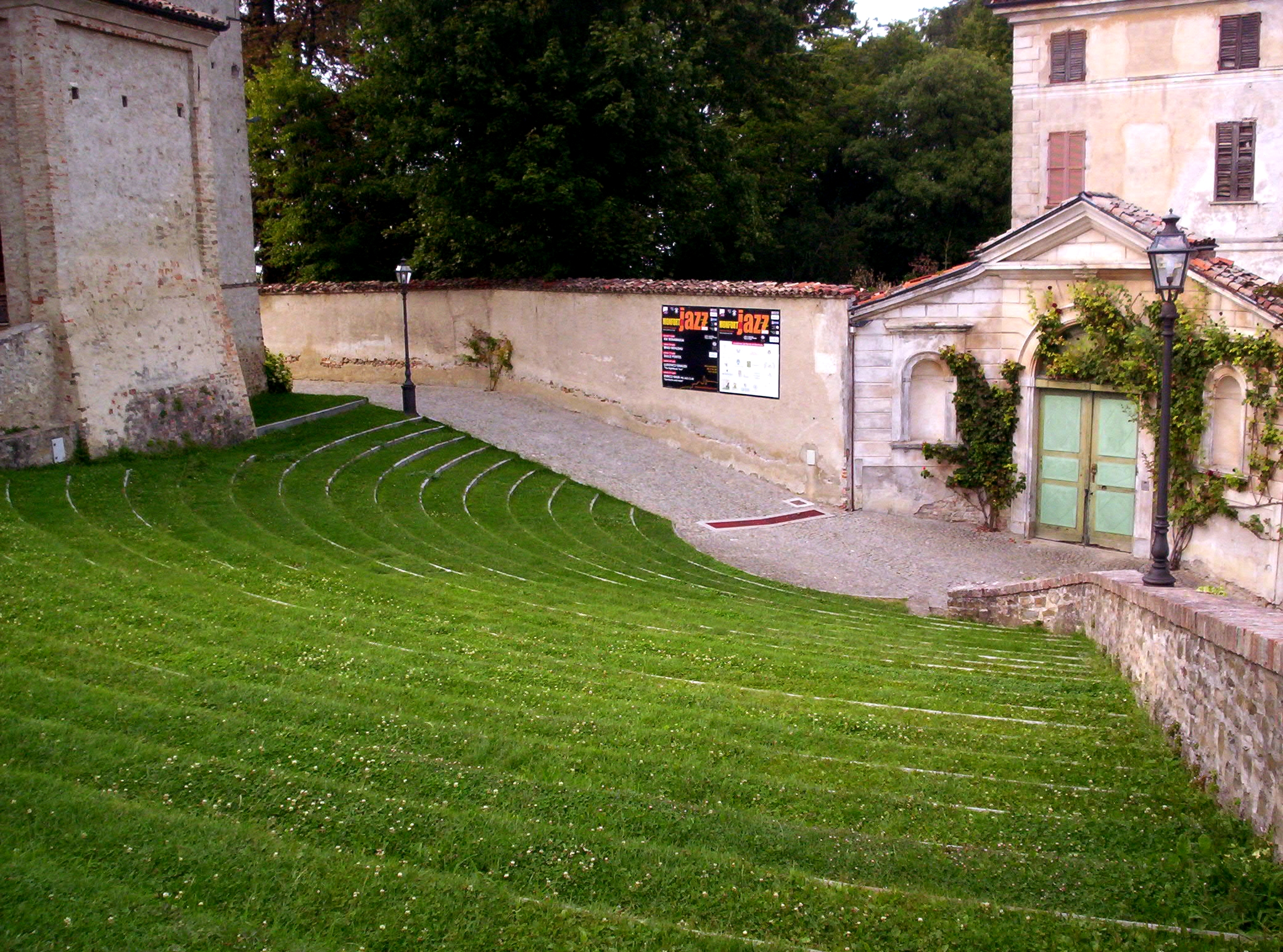
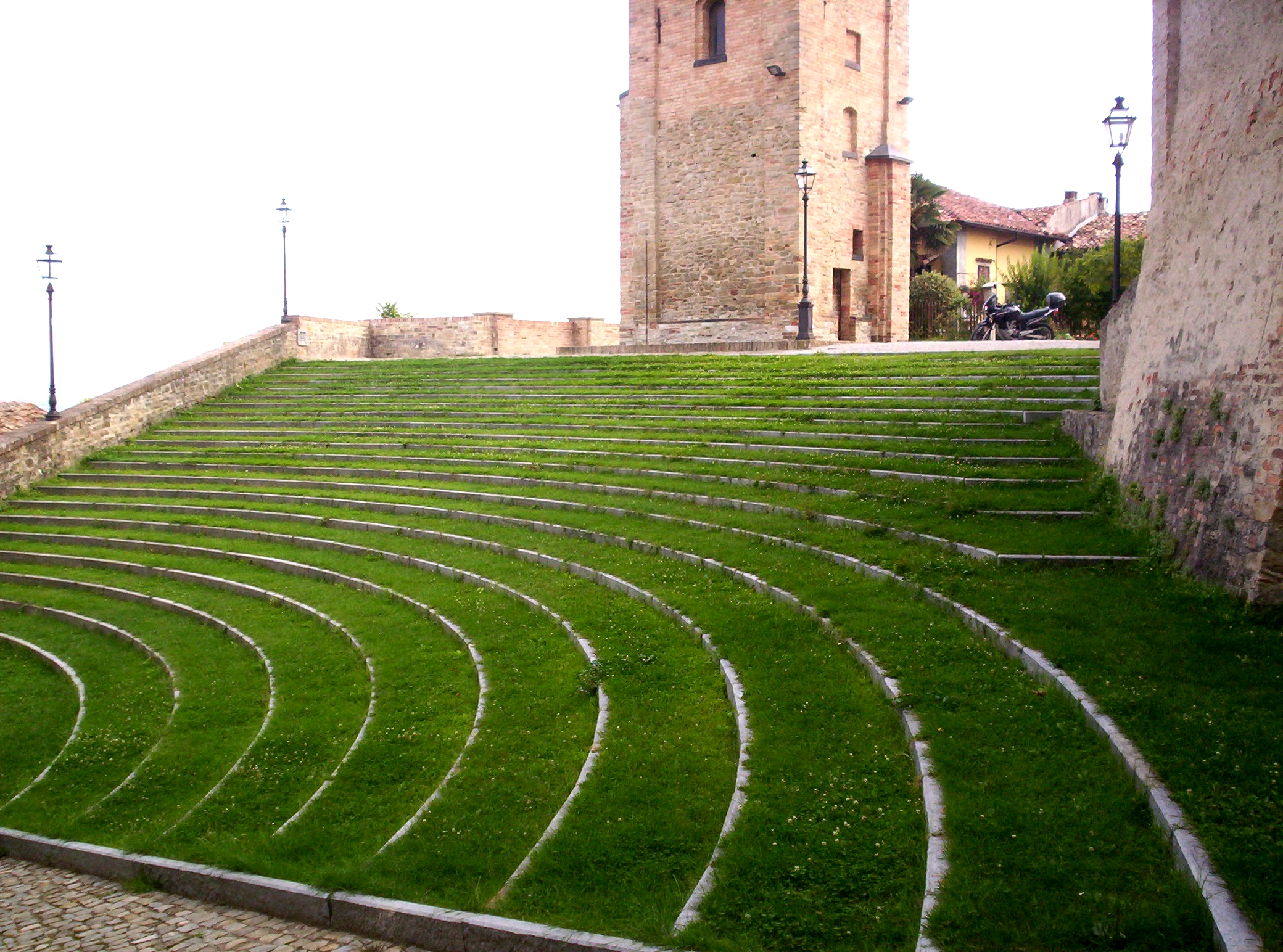